# Curvitermes
Curvitermes (лат.) — род термитов из подсемейства Syntermitinae (Termitidae).

## Распространение
Неотропика.

## Описание
Мандибулы короткие, с увеличенной коренной областью и заострённым назад маргинальным зубцом. Головная капсула короткая, сверху округлая или овальная. Голова солдат отличается широким, коническим носом-трубочкой (фонтанеллой), который обычно выходит за пределы кончиков нижних челюстей при виде сверху и покрывает постклипеус. Фонтанелла служит для распыления химического веществ, отпугивающих врагов (муравьи и другие хищники). Переднеспинка седловидная, с отчётливой передней приподнятой лопастью. Найдены эти питающиеся почвой термиты только в лесах и саванах Южной Америки, в почве или внутри термитников, построенных другими термитами.

## Систематика

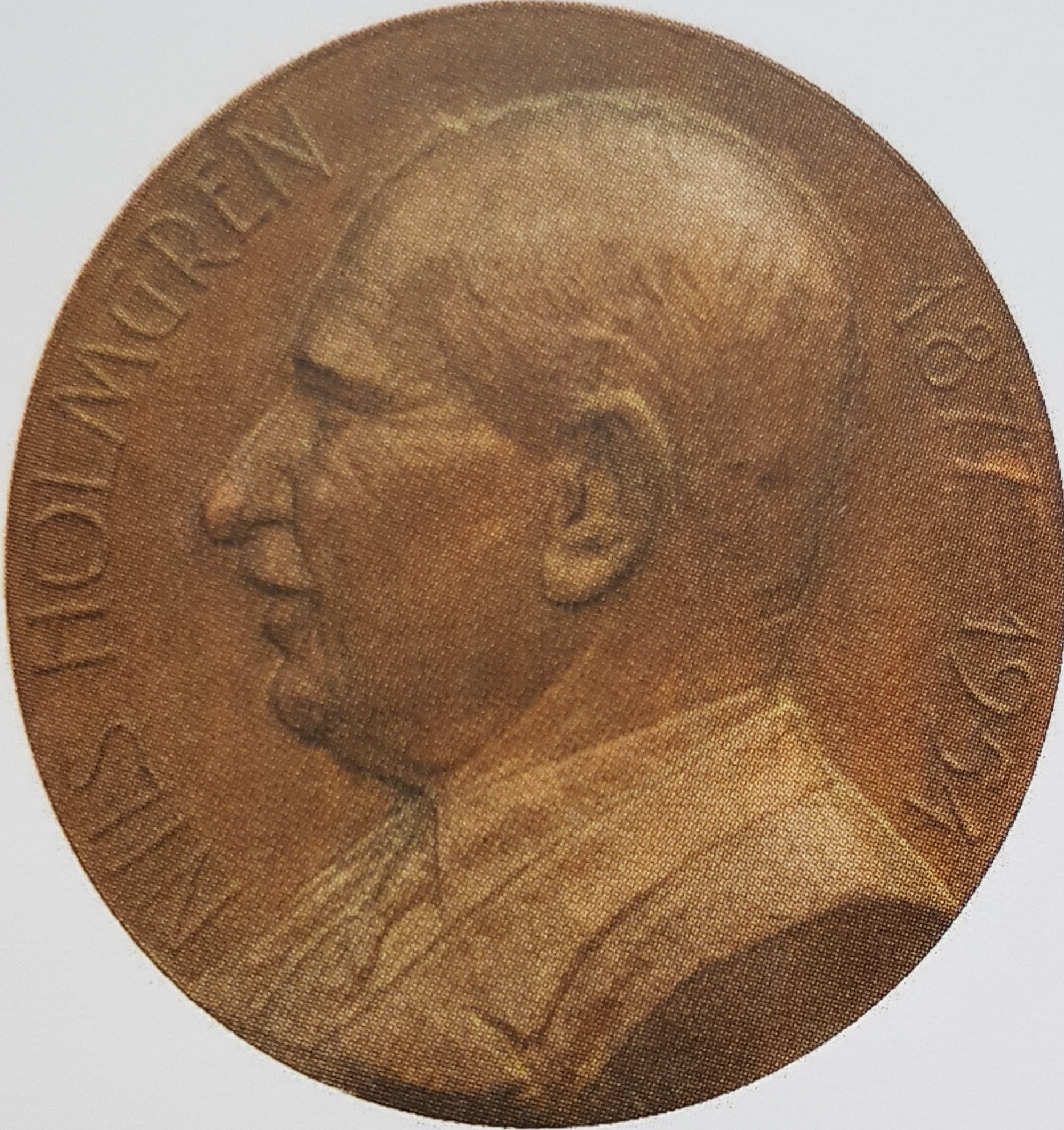
Нильс Хольмгрен, впервые выделивший род Curvitermes

Род Curvitermes был впервые выделен в 1912 году шведским академиком и зоологом Нильсом Фритьофом Хольмгреном (1877—1954) в качестве подрода Armitermes на основании типового вида Armitermes odontognathus Silvestri, 1901 (Curvitermes odontognathus). Родовой статус получил в 1949 году. Долгое время входил в состав подсемейства Nasutitermitinae. В 2004 году в результате ревизии, проведённой американскими энтомологами Майклом Энджелом и Кумаром Кришной, род был включён в отдельное подсемейство Syntermitinae. Род Curvitermes образует монофилетическую кладу с родами Armitermes и Cyrilliotermesis.
- Curvitermes minor (Silvestri, 1901)[10]
Armitermes odontognathus minor Silvestri, 1901[11]
Curvitermes planioculus Mathews, 1977
- Curvitermes odontognathus (Silvestri, 1901)
Armitermes odontognathus